# Michael Jackson and Bubbles
Michael Jackson and Bubbles ist eine Porzellanplastik (106,7 × 179,1 × 82,6 cm) des US-amerikanischen Künstlers Jeff Koons, die 1988 im Rahmen der Banality-Serie entstand.

## Beschreibung
Die lebensgroße Porzellanplastik stellt den US-amerikanischen Popstar Michael Jackson in zurückgelehnter Haltung auf einem Blumenbeet sitzend dar. Auf seinem Schoß ruht, von Jackson mit dem rechten Arm umfasst, sein Schimpanse Bubbles, der ein weißes Tuch umklammert. Der Sänger und sein Haustier sind zu einer optischen Einheit verschmolzen. Dieser Eindruck ergibt sich aus der Ähnlichkeit ihrer Kleidung im Military-Look, der einheitlichen Fassung der Figuren in Gold, Schwarz und Rot, sowie aus der optischen Parallelisierung einzelner Körperteile, wie etwa von Jacksons rechter Hand mit Bubbles rechtem Fuß. Die Plastik ist in einer Dreieckskomposition gehalten und durch die Körperhaltung und Blickrichtung der Bildfiguren auf Mehransichtigkeit angelegt.

## Hintergrund
Zum Entstehungszeitpunkt der Skulptur war Michael Jackson bereits ein Superstar von internationalem Ruhm und befand sich, kurz nach der Veröffentlichung des Albums Bad, auf dem Höhepunkt seiner Karriere. Koons’ Werk kann als Kommentar auf das öffentliche und mediale Interesse gelesen werden, das sich nicht nur auf Jacksons Musikerdasein, sondern auch verstärkt auf seinem Privatleben richtete. Zur Entstehungszeit der Skulptur wurden in den Medien Mutmaßungen über Jacksons Schönheitsoperationen und Hautaufhellung angestellt, die ein Versuch gewesen sein könnten, sich eine größere nicht afro-amerikanische Fangemeinde zu erschließen. Koons ließ die Skulptur von italienischen Fachkräften aus weißem Porzellan anfertigen. Die Wahl des Ausführungsmaterials könnte ein ironischer Kommentar von Koons auf diese Spekulationen gewesen sein. Gleichzeitig wird die Künstlichkeit von Jacksons Äußerem durch die extreme Unnatürlichkeit der Farbgebung verstärkt.
Bubbles war Jacksons tierischer Begleiter. Bob Dunn, ein Tiertrainer aus Hollywood, hat diesen für Jackson aus einem medizinischen Versuchslabor in Texas erworben. In den Medien wurde er zu Jacksons treuestem und bestem Freund verklärt, der ihn auf Tournee begleitet und ihn bei der Hausarbeit unterstützt haben soll. Als Vorlage für die Skulptur diente Koons eine Pressefotografie, die beinahe identisch ist mit der plastischen Ausführung. Lediglich die Körperhaltung des King of Pop wurde leicht abgewandelt und den Anforderungen des dreidimensionalen Mediums angepasst – Koons änderte die Kopfstellung Jacksons so, dass die zwei Figuren unterschiedliche Blickachsen aufweisen. Dadurch wurde die Mehransichtigkeit der Skulptur verstärkt.
Michael Jackson and Bubbles wurde am 15. Mai 2001 bei einer Auktion von Sotheby’s New York für 5,6 Mio.$ versteigert und erzielte damit einen neuen Rekordpreis für eine Arbeit von Jeff Koons. Sie ist heute im Besitz der Broad Art Foundation des Unternehmers und Kunstsammlers Eli Broad.  Es existieren zwei weitere Ausführungen in Athen und im San Francisco Museum of Modern Art.

## Interpretation
Jeff Koons macht es sich zum dezidierten Ziel, mit seiner Kunst ein größtmögliches Publikum zu erreichen. Dazu lässt er sich von den Unterhaltungsmedien, der Popkultur und der christlichen Kunst inspirieren. Die Darstellung einer medienwirksamen Figur wie Michael Jackson hilft ihm bei der Verwirklichung dieses Zieles. In den 1980ern, die von einer neuen Konsum- und Medienkultur geprägt waren, wurde Jackson durch seine Charterfolge zur Popikone. Diese massenwirksame Ikonenhaftigkeit wird von Koons überinszeniert, indem er Michael Jackson and Bubbles in Anlehnung an christliche Ikonen schuf. Koons selbst äußerte in Bezug auf die Skulptur: “I wanted to create him in a very god-like icon manner. But I always liked the radicality of Michael Jackson; that he would do absolutely anything that was necessary to be able to communicate with people. (Deutsch: "Ich wollte ihn in einer gottähnlichen Ikonenhaftigkeit erschaffen. Zugegeben mochte ich immer die Radikalität von Michael Jackson; dass er absolut alles unternahm, das nötig war, um mit den Menschen zu kommunizieren.")” (Jeff Koons) Nach Angaben des Künstlers diente Michelangelos Pietà als Inspirationsquelle für die Dreieckskomposition. Gleichzeitig erinnert das Werk durch seine Ausführung in Porzellan und Blattgold an massenproduzierte katholische Heiligenfiguren und erfährt dadurch die für Koons so typische Verkitschung, die seine Arbeiten für ein breites Publikum und den Kunstmarkt attraktiv macht. Laut Koons solle Jackson so zu einer neuen heilbringenden Figur werden, die dem Betrachter ermögliche, seine kulturelle Mythologie zu erfassen.
Michael Jackson and Bubbles wurde als ein Sinnbild des menschlichen, uneinholbaren Begehrens nach Selbstfindung gelesen. Jackson hing öffentlich seinen infantilen Wünschen nach und trug seine optische Neuerfindung in zahlreichen schönheitschirurgischen Eingriffen aus. Koons ist nach eigenen Angaben davon fasziniert, wie Jackson bei seiner Selbsttransformation Bilder, wie z. B. von sich und Bubbles, gegeneinander ausspielte; gleichzeitig fasst er Michael Jackson hierbei als eine tragische Figur auf. Durch den assimilierten Affen in Jacksons Arm, welcher in der Bildenden Kunst traditionsgemäß als Spiegelbild des Menschen fungiert, wird dieser Aspekt der Selbstsuche und -findung verstärkt. Die materialästhetisch erwirkte Artifizialität und die heiligenähnliche Entrücktheit der Bildfiguren betonen zugleich die Unnatürlichkeit als das tragisch-missglückte Resultat dieser Suche.

## Rezeption in der Kunst
Der US-amerikanische Künstler Paul McCarthy schuf mehrere Skulpturen in Anklang an Koons‘ Arbeit, wie etwa die Skulptur Michael Jackson and Bubbles (Gold), die von 1997 bis 1999 entstand und sich in der Friedrich Christian Flick Collection befindet, oder Michael Jackson Fucked Up (Big Head) von 2002.

## Ausstellungen
Im Jahr 2012 erregte das Ausstellungskonzept im Frankfurter Liebieghaus Aufsehen, als Michael Jackson and Bubbles im ästhetisch-ironischen Dialog mit ägyptischen Mumien ausgestellt wurde.